# Beautiful Sunset
『Beautiful Sunset』（ビューティフル・サンセット）は、小玉ユキによる日本の漫画作品。

## 概要
単行本には、デビュー作を含め、初期の短編5編が収録されている。

## あらすじ
Beautiful Sunset
『Vanilla』（講談社）2002年7月号掲載
成績優秀な杏は、数学教師の保科のことが好きだった。親友のなるみが、憧れている別の教師に会いに職員室へ行くのに乗じて、密かに保科を見ていた。そんなある日、保科と急接近することに……。
柘榴
『CUTiE Comic』（宝島社）2000年10月号掲載、デビュー作
互いに遠距離恋愛の相手がいる男女のショートストーリー。
さくらんぼうの宴
『CUTiEcomic』 2001年1月号掲載
ある日、美沙とアキトの家の玄関の前に捨てられていた一人の老人。警察に届けるべきか、とアキトは悩むが、美沙はおじじと名付け、そのまま家で世話をする。
満員電車のススメ
『CUTiE comic』 2001年4月号掲載
彼氏との間にわずかに距離を感じる彼女。その隙間を埋めるようなすし詰めの満員電車が、彼女には心地よかった。
ゆびきり
『BE・LOVEパフェ』（講談社）2003年10月24日号掲載
「30歳になったらHさせてあげる」、中学生の時の他愛ない約束だった。30歳、夫と2人暮らしをするたえ子の前に、ゆびきりの相手・ケンが、約束を果たしに現れた。

## 書誌情報
- 小玉ユキ『Beautiful Sunset』小学館〈フラワーコミックス〉2008年5月26日発売、ISBN 978-4091316790